# Ribeirão dos Jesuítas
O ribeirão dos Jesuítas é um curso de água que banha o estado do Paraná. O mesmo inicia-se ao sul da área pertencente ao município de Cafelândia, passando por Nova Aurora e Iracema do Oeste, seguindo ao norte pela região pertencente a Formosa do Oeste, onde então deságua no rio Piquiri (fazendo parte de sua bacia hidrográfica).